# Fundición Carbonell (Mallorca)
El Fundición Carbonell (posteriormente llamado Mallorca) fue un club de fútbol fundado en Palma de Mallorca (Islas Baleares, España). Fue uno de los primeros conjuntos formados por clases trabajadoras de la ciudad. Existió aproximadamente desde marzo de 1920 hasta el 20 de noviembre del mismo año cuando se fusionó con el Mecánico Fútbol Club para formar el Baleares Fútbol Club. Es el más antiguo antecedente deportivo del actual Club Deportivo Atlético Baleares.
No tiene nada que ver con el actual Real Mallorca. Ambos coincidieron en el tiempo (el club mallorquinista nació en 1916), pero no hubo confusión de nombres porque el club actual se llamaba entonces Real Sociedad Alfonso XIII Fútbol Club.

## Historia
El 3 de abril de 1920 apareció en el diario palmesano Última Hora un artículo sobre la fundación de nuevos equipos en Palma que hasta entonces habían sido creados por segmentos medios y altos de la ciudad. En el texto destacaba la siguiente frase: 

En la fundición de los señores Carbonell se organiza otro once, que promete ser un terrible rival por la corpulencia de la gente obrera que se alista.

Esta era la primera vez que un conjunto de extracción obrera formaba un equipo de fútbol.
Su creación vino a cargo de los trabajadores de la Fundición Carbonell, una pequeña empresa metalúrgica de la ciudad. El equipo adoptó inicialmente el mismo nombre de la empresa y después adoptó el nombre de Mallorca.
La equipación del equipo constaba de camiseta y pantalones totalmente blancos. Tenía su local social en el café Can Meca, situado en la calle Archiduque Luis Salvador esquina con las Avenidas de Palma. Jugaba sus partidos en un solar llamado sa Síquia Reial (la Acequia Real), situado entre las Avenidas (avenida Comte de Sallent) y la calle Blanquerna de la ciudad.
El primer partido registrado del Mallorca (todavía como Fundición Carbonell) lo jugó el 25 de abril de 1920 en la entrepista del Velódromo de Tirador, propiedad de la sociedad ciclista Veloz Sport Balear, contra el Mecánico, otro club de similar extracción obrera. También participó en las competiciones habituales de aquella época, presididas por el amateurismo y la improvisación.
En un momento dado el club fue expulsado del local social y fue a parar al café Can Rasca, en la Calle de Sant Miquel n. 67 (antes 187), esquina con la Calle Olmos de la misma ciudad. Allí coincidió con los seguidores del Mecánico, formado por trabajadores metalúrgicos de la compañía Isleña Marítima (actual Trasmediterránea). Debido a la común extracción obrera de los jugadores y aficiones pronto surgió la sintonía entre ambos clubes y decidieron unirse para formar un club más potente.
El 20 de noviembre de 1920 se produjo la fusión de Mallorca y Mecánico con el nombre de Baleares Fútbol Club.
Una de sus cabezas visibles fue Bartomeu Llabrés Albertí, que luego fue presidente del nuevo club fusionado.